# Pentidotea panousei
Pentidotea panousei là một loài chân đều trong họ Idoteidae. Loài này được Daguerre de Hureaux miêu tả khoa học năm 1968.